# Bohumil Němec
Bohumil Němec, född 12 mars 1873 i Prasek, död 7 april 1966 i Havlíčkův Brod, var en tjeckisk botaniker.
Němec blev 1899 docent i växtanatomi och -fysiologi vid Karlsuniversitetet i Prag samt 1903 extra ordinarie och 1907 ordinarie professor där. Han bedrev forskning inom fysiologin samt anatomin och cytologin på fysiologisk grundval. Vid sin forskning över växternas geotropiska rörelser upptäckte han (ungefär samtidigt med Gottlieb Haberlandt) de regulatorer för stammars och rötters riktning, som han benämnde statoliter och ansåg, liksom djurens otoliter, meddela förnimmelser av tyngdkraftens riktning. Han behandlade även bland annat heliotropism, tigmotropism och regeneration. Han använde vidare, ej blott i morfologin, utan även i cytologin experimentella metoder och leddes därigenom till biokemiska undersökningar av bland annat kromosomerna samt tillämpade finare cytologiska undersökningar även inom växtpatologin.
Němec utgav bland annat Die Reizleitung und die reizleitenden Strukturen der Pflanzen (1900), Studien über die Regeneration (1905) och Das Problem der Befruchtungsvorgänge (1910). Han var redaktör för den tjeckiska naturvetenskapliga tidskriften Živa.